# Pokémon : La Destinée de Deoxys
La Destinée de Deoxys, connu sous le nom de Pokémon le film 7 : Destinée Deoxys au Québec, est le 7e long métrage d'animation Pokémon.
Le quatrième, sixième et septième film ne bénéficie pas de doublage français correspondant au reste des films et de la série, au grand désarroi des fans de la saga. En effet, ceux-ci ont été doublé par un autre studio de doublage français.  Aurélien Ringelheim et les principaux comédiens de doublage habituel n'ont pas été sollicité. Les spectateurs espèrent un jour le re doublage des films manquants, afin qu'il y est une concordance avec la saga.

## Synopsis
Un groupe de scientifiques mené par le Professeur Rondo accompagné de son fils Tori, est en pleine investigation sur la banquise quand une météorite s'écrase non loin de leur camp de base. Du cratère encore fumant émerge une silhouette : Deoxys. Apparaît alors le gardien des cieux Rayquaza. Quatre ans plus tard, Sacha et compagnie arrivent à Larousseville, une métropole à la pointe de la technologie. Sacha veut concourir à la Tour de Combat locale. C'est là qu'ils rencontrent Tori. Pendant ce temps, Deoxys les suit, mais pour quelle raison ?

## Distribution

### Voix françaises
Le doublage français a été effectué par Mediadub International.
- Charles Pestel : Sacha
- Chantal Baroin : Jessie
- Thomas Roditi : James
- Laurence Sacquet : Flora
- Catherine Desplaces : Tory
- Geoffrey Vigier : Sid
- Pascal Nowak : Pierre
- Nessym Guetat : Miaouss
- Régis Lang : Pr Lund
- Pascal Germain : le commentateur
- Alexandre Nguyen : Rafe
- Chantal Macé : Kathryn
- Stéphane Pouplard : le narrateur

### Voix québécoises
- Sébastien Reding : Ash
- Martin Watier : Brock
- Éveline Gélinas : May
- Johanne Léveillé : Max
- Christine Séguin : Jessie
- Antoine Durand : James
- François Sasseville : Meowth
- Mario Desmarais : Professeur Lund
- Denis Mercier : Narrateur
- Claudia-Laurie Corbeil : Machine pour passeports